# Luis Echeverría Álvarez
Luis Echeverría Álvarez (Ciudad de México, 17 de enero de 1922-Cuernavaca, Morelos; 8 de julio de 2022) fue un abogado, diplomático y político mexicano que se desempeñó como presidente de México del 1 de diciembre de 1970 al 30 de noviembre de 1976.
En 1946 inició su carrera política como secretario particular del presidente del PRI, Rodolfo Sánchez Taboada. En diciembre de 1958, fue nombrado subsecretario en Gobernación por Adolfo López Mateos; en noviembre de 1963 accedió como secretario de Gobernación tras la renuncia Gustavo Díaz Ordaz, hasta que finalmente renunció a este en 1969 cuando su partido lo designó candidato presidencial.
Durante su mandato la economía mexicana creció a un nivel de 6.1 %, promovió el desarrollo de puertos marítimos como Puerto Madero y Lázaro Cárdenas, se creó el Consejo Nacional de Ciencia y Tecnología, el Instituto del Fondo Nacional de la Vivienda para los Trabajadores, la Procuraduría Federal del Consumidor, el Instituto Mexicano de Comercio Exterior y su política exterior fue activa. Después de su presidencia se desempeñó como Embajador de México ante la Unesco de 1977 a 1978 y como embajador de México en Australia de 1978 a 1979, y posteriormente se retiró de la vida pública.
En 2002 fue acusado por la Fiscalía Especial para Movimientos Sociales y Políticos del Pasado (FEMOSPP) de fraguar junto a Gustavo Díaz Ordaz la matanza del 2 de octubre de 1968 e implementar durante su gobierno una estrategia de terrorismo de Estado, la «Guerra sucia», con el fin de aniquilar a personas y movimientos disidentes a su gobierno. Se convirtió en el primer expresidente mexicano en recibir dos órdenes de aprehensión imputado por genocidio y en cumplir prisión domiciliaria durante dos años y cuatro meses. En 2009 fue liberado con reservas de ley y falleció con una averiguación previa abierta ante la Fiscalía General de la República (FGR).

## Origen, familia y estudios

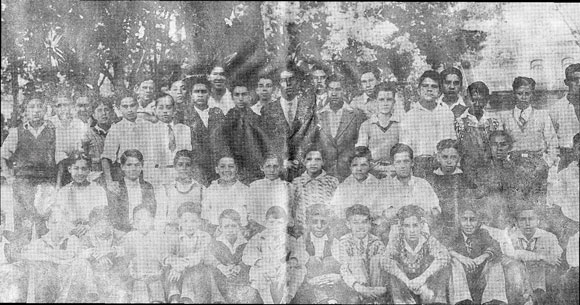
Echeverría (tercera fila, quinto desde la izquierda) con su clase de sexto grado, c.1933.

De ascendencia vasca, Luis Echeverría Álvarez nació en la Ciudad de México el 17 de enero de 1922siendo hijo de Rodolfo Echeverría Esparza y Catalina Álvarez Gayou y hermano mayor del actor mexicano Rodolfo Landa. Su abuelo paterno fue el médico militar Francisco de Paula Echeverría y Dorantes.
Su padre, Rodolfo Echeverría Esparza ocupó varios cargos públicos de nivel medio; entre ellos, entre 1931 y 1933 se desempeñó como pagador del Ejército Mexicano en Ciudad Victoria, Tamaulipas, ciudad a la que trasladó su residencia la familia durante dicho periodo, al término de la cual retornaron a la Ciudad de México. Posteriormente, fue funcionario de la Tesorería de la Federación.
Residiendo en Ciudad Victoria, inició su educación primaria en la escuela «Nancy L. Lee» y al retornar a la Ciudad de México, curso el último grado de primaria en la escuela «Alberto Correa» y luego pasó a la Escuela Secundaria n.º 3, y la preparatoria la estudió en el Colegio Francés. De esta época, data su amistad con José López Portillo, quien sería su sucesor en la presidencia de México. Durante sus años como alumno de preparatoria, que coinciden con el gobierno de Lázaro Cárdenas, Echeverría destacó como un decidido partidario de su gobierno, manteniendo una profunda admiración por la figura de Cárdenas a lo largo de toda su vida.
En 1940 ingresó a la entonces Escuela Nacional de Jurisprudencia de la Universidad Nacional Autónoma de México, de donde egresó como licenciado en derecho en 1945. Siendo alumno, fundó la revista «México y la Universidad», y en compañía de su amigo López Portillo, lograron obtener una beca que los llevó a estudiar en Santiago de Chile y a conocer Argentina. Se tituló mediante la tesis «El Sistema de Equilibrio de Poder y la Sociedad de las Naciones»

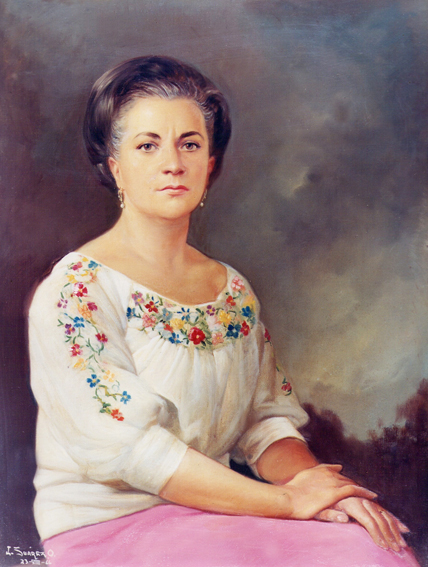
Retrato de la esposa de Echeverría, María Esther Zuno.

Antes de culminar sus estudios profesionales, el 2 de enero de 1945, contrajo matrimonio con María Esther Zuno, hija del gobernador de Jalisco entre 1923 y 1926 José Guadalupe Zuno, ambos tuvieron ocho hijos:
- Luis Vicente Echeverría Zuno (f. 2013), casado primero con Rosa Luz Alegría y luego con Leticia Samperio, tuvo cuatro hijos.
- María del Carmen Echeverría Zuno, casada con Arnoldo Porras, tuvo tres hijos.
- Álvaro Echeverría Zuno (1948-2020), casado primero con Ruth Valverde y luego con Rubí Hernández, tuvo cuatro hijos.
- María Esther Echeverría Zuno, casada con Alain Desvignes, tiene dos hijos.
- Rodolfo Echeverría Zuno (f. 1983), casado con Patricia Pérez-Montero, tuvo dos hijos.
- Pablo Echeverría Zuno, casado con Ana Lilia Cepeda, tiene un hijo.
- Benito Echeverría Zuno, casado con Amada Cadaval, tiene dos hijos.
- Adolfo Echeverría Zuno, casado con María Elena Sicilia, tiene un hijo.

La pareja permaneció casada hasta el fallecimiento de ella el 4 de diciembre de 1999.
Durante la vida del exmandatario fallecieron tres de sus hijos: Rodolfo Echeverría Zuno falleció en 1983 a los 31 años ahogado en una alberca de sus padres por una embolia, Luis Vicente Echeverría Zuno falleció en la Ciudad de México el 13 de marzo de 2013 tras una operación del corazón y Álvaro Echeverría Zuno fue encontrado muerto el 19 de mayo de 2020 habiéndose suicidado con un disparo en la cabeza.

## Carrera política

### Primeros cargos públicos

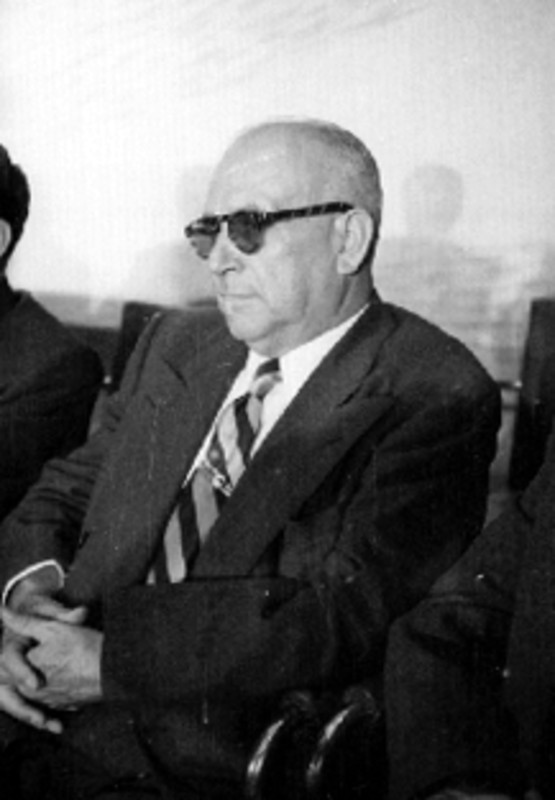
Rodolfo Sánchez Taboada, presidente nacional del PRI (1946-1952) y secretario de Marina (1952-1955) y principal mentor político de Echeverría al inicio de su carrera.

En marzo de 1946 inició su carrera política al ser nombrado secretario auxiliar del presidente del comité ejecutivo nacional del Partido Revolucionario Institucional, el general Rodolfo Sánchez Taboada, quien en diciembre del mismo año, lo promovió al cargo de su secretario particular. Paralelamente inicia actividad docente como profesor adjunto de Teoría del Estado en la Escuela Nacional de Jurisprudencia de la UNAM, de la que era egresado.
A la vera de Sánchez Taboada, junto con Echeverría, se formaron algunos otros jóvenes políticos que posterioridad ocuparán cargos de trascendencia, entre los cuales estuvieron Hugo Cervantes del Río o Milton Castellanos Everardo.
Sin dejar la secretaría particular de Sánchez Taboada, fue de 1949 a 1952, director general de Prensa y Propaganda del PRI; y recibió diversas encomiendas políticas en esos años, desempeñándose como delegado del partido en varios estados del país. El 1 de diciembre de 1952 el presidente Adolfo Ruiz Cortines nombra a Sánchez Taboada como secretario de Marina y éste a Echeverría como director de Cuenta y Administración de la misma dependencia. A la muerte de Sánchez Taboada, deja el cargo y es nombrado por Ruiz Cortes como oficial mayor de la Secretaría de Educación Pública, donde nunca se pudo entender con el titular de la misma, José Ángel Ceniceros. El 29 de octubre de 1957 fue nombrado Oficial Mayor del  comité ejecutivo nacional del Partido Revolucionario Institucional, siendo su presidente el general Agustín Olachea Avilés, y dedicándose a participar en la organización de la campaña presidencial de Adolfo López Mateos.

### Subsecretario de Gobernación
Permaneció en la oficialía mayor del partido hasta el 16 de diciembre de 1958, cuando López Mateos, que había asumido la presidencia el día 1 anterior, lo nombró como subsecretario de Gobernación, siendo titular de la secretaría Gustavo Díaz Ordaz. En la subsecretaria de Gobernación Echeverría supervisaba ramos como población, política migratoria y los penales federales y la readaptación social, logrando la designación de sus cercanos Mario Moya Palencia como director general de Cinematografía y Carlos Gálvez Betancourt como oficial mayor de la secretaría. 
El 15 de noviembre de 1963 el secretario de Gobernación, Díaz Ordaz, fue postulado candidato del PRI a la presidencia de México y en consecuencia presentó su renuncia a la dependencia. El presidente López Mateos nombró entonces a Echeverría como subsecretario encargado del despacho de la misma, hasta el fin de su gobierno, el 30 de noviembre de 1964.

### Secretario de Gobernación

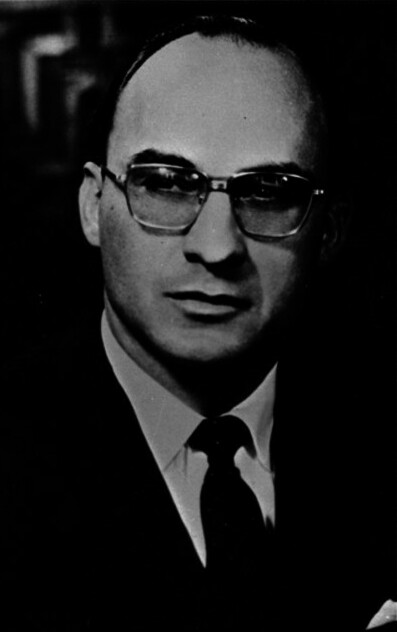
Echeverría como secretario de gobernación en 1965.

Al inicio del movimiento estudiantil de 1968, en una conferencia de prensa la noche del 30 de julio de 1968, Luis Echeverría intentó deslindar al presidente Gustavo Díaz Ordaz de su responsabilidad por la intervención del ejército reprimiendo a los estudiantes y derribado con un proyectil de bazuca la puerta de una preparatoria. En esa conferencia de prensa Echeverría dijo haber solicitado él mismo, junto con el Jefe del Departamento del Distrito Federal, la intervención del ejército, facultad que estaba reservada para el titular del ejecutivo, de modo que Echeverría declaró haber cometido un acto ilegal. La ilegalidad del hecho y el carácter político de la represión ejercida por el régimen, fueron señalados en ese momento por el periodista Edmundo Jardón en una réplica desacostumbrada en ese entonces.

### Elección de 1970
El 8 de noviembre de 1969 fue designado candidato a la presidencia de la República por el PRI, el 5 de julio de 1970 fue elegido con 85.7% del voto popular. El 1 de diciembre asumiría el cargo.

## Presidente de México
Desde el inicio de su administración, Luis Echeverría intentó distanciarse de su responsabilidad en la represión al movimiento estudiantil de 1968, mediante un discurso de apertura hacia los jóvenes universitarios; en especial con los de la UNAM. Durante 1968 y 1971 el presupuesto de la UNAM creció en un 1688 %[cita requerida], el sector burócrata aumentó de 600,000 en 1972 a 2.2 millones en 1976, empleando en gran cantidad a egresados universitarios de los 60. En el gabinete había un 78 % de egresados de la UNAM, inclusive un líder del 68, llamado Francisco Javier Alejo, fue designado director del Fondo de Cultura Económica. En 1974, los territorios de Baja California Sur y Quintana Roo se convierten como estados.

### Terrorismo de Estado y represión de movimientos sociales
Los movimientos sociales y políticos mayoritariamente de izquierda —incluidos los obreros, estudiantiles y campesinos— de finales de los años 60 y principios de los 70 buscaron, entre otras cosas la solución a demandas sociales pero principalmente la búsqueda de una auténtica democracia en México ante el autoritarismo del Gobierno de México controlado por el Partido Revolucionario Institucional que fungió como un partido hegemónico mismo que colocó a Echeverría en la presidencia tras un pacto entre este y su predecesor. De ocupar métodos legales e institucionales, dichas luchas de izquierda pasaron a finales de los 60 a una resistencia pacífica como el Movimiento de 1968, que tuvo como desenlace violento la masacre perpetrada por el gobierno de Gustavo Díaz Ordaz, del que Echeverría fue el secretario de gobernación, el 2 de octubre de 1968.
El 10 de junio de 1971 tuvo lugar una manifestación estudiantil en Ciudad de México en apoyo a los estudiantes de Monterrey. Estos fueron recibidos por un grupo paramilitar al servicio del estado, llamado Los Halcones. El presidente ordenó la represión a la misma, aunque públicamente se desligó de los hechos y pidió en consecuencia la renuncia del entonces jefe del Departamento del Distrito Federal, Alfonso Martínez Domínguez. Estos hechos se conocieron con el nombre de El halconazo o la Matanza del Jueves de Corpus.
Ante las matanzas de 1968 y 1971, diversos grupos de izquierda evaluaron en sus comités que se encontraba agotada la resistencia pacífica, las vías institucionales y veían que el Estado mexicano estaba decidido a aniquilar los movimientos, por lo que decidieron pasar a la clandestinidad y optar por la opción armada de la guerrilla ante la valoración política de que sería imposible democratizar el poder por vías pacíficas. Entre los grupos guerrilleros se encontraron la Liga Comunista 23 de Septiembre, las Fuerzas Armadas Revolucionarias y los grupos afines a Genaro Vázquez y Lucio Cabañas como la Brigada Campesina de Ajusticiamiento y el Partido de los Pobres. Dichos grupos políticos armados realizaron actos que consideraron parte de acciones de expropiación revolucionaria como secuestros y asaltos a bancos; el caso más famoso fue el intento de secuestro y asesinato del empresario regiomontano Eugenio Garza Sada, el secuestro de uno de sus secretarios y de su suegro José Guadalupe Zuno. 
Es así que Echeverría habría ordenado —testimonios de sus colaboradores lo confirman aunque el lo negó ante tribunales— la realización de una estrategia de terrorismo de Estado en el proceso conocido como «Guerra sucia» con el fin de aniquilar dichos movimientos disidentes. Entre las violaciones graves a derechos humanos cometidos en este periodo de al menos, 2 500 personas por el gobierno y sus instituciones como la Dirección Federal de Seguridad (DFS) —agencia de inteligencia del gobierno mexicano dependiente de la Secretaría de Gobernación— el Ejército Mexicano y otras, se encuentran la desaparición forzada de cientos de personas, asesinatos extrajudiciales —incluyendo los llamados vuelos de la muerte—, torturas sistemáticas, allanamientos y cateos a domicilios sin una orden judicial, tratos inhumanos y degradantes, vigilancia e intercepción ilegal de comunicaciones, violaciones sexuales, desprestigio y fabricación de campañas mediáticas en contra de opositores, y negación del acceso a la justicia y al debido proceso. La estrategia de terrorismo fue reconocida en 2006 por la Suprema Corte de Justicia de la Nación como imprescriptible en su castigo judicial ante la gravedad de los delitos, particularmente la desaparición forzada, en este caso, la de Jesús Piedra Ibarra quien fue secuestrado por elementos de la DFS en 1975. En ese periodo por sus órdenes se creó el grupo policiaco/militar «Brigada Especial» llamada por su director Miguel Nazar Haro «Brigada Blanca», bajo el mando de la DFS, integrándola con 240 elementos provenientes de esa dependencia, la Procuraduría General de la República, la Procuraduría del Distrito Federal, la Dirección General de Policía y Tránsito del Departamento del Distrito Federal y la Procuraduría General del Estado de México. La brigada operó en los estados de Guerrero, Sinaloa, Chihuahua, Nuevo León, Jalisco, Puebla, Morelos, el Estado de México y la Ciudad de México. Esa brigada y otros cuerpos del estado operaron una red de centros clandestinos de detención y tortura que incluyeron los siguientes lugares: el Campo Militar Número Uno, Avenida de la República 20 y Circular de Morelia en la Ciudad de México; el Cuartel Militar de Atoyac de Álvarez y la Base Aérea Militar N.º 7 de Pie de la Cuesta en Guerrero, el rancho La Peña en Higueras, Nuevo León y otros.
Desde 1972 y hasta 1976 ordenó distintos sabotajes al periódico Excélsior, el cual estaba dirigido por Julio Scherer García y realizaba una labor crítica contra su gobierno. Echeverría ordenó entonces una estrategia para censurar la libertad de expresión del periódico, lográndolo con la Crisis de Excélsior de 1976, que derivó en la salida forzada de Scherer y su equipo.

### Política económica
Aunado a la crisis internacional provocada por la escasez de petróleo, aumentó de forma considerable el gasto público, emitiendo papel moneda sin valor y contratando deuda. Durante su mandato se dio la primera crisis económica desde el inicio del llamado «Milagro Mexicano». Además, se lanzó a la compra de empresas al borde de la quiebra para sostener los empleos, pero a costa de ineficiencias y corrupción. Durante su gobierno se abandonó el tipo de cambio fijo que existía desde 1954, de $ 12.50 por dólar, al final de su sexenio llegó a los $ 25.50 por dólar. La deuda externa aumentó de los manejables 6 000 millones de dólares que había heredado Díaz Ordaz a más de 20 000 millones.

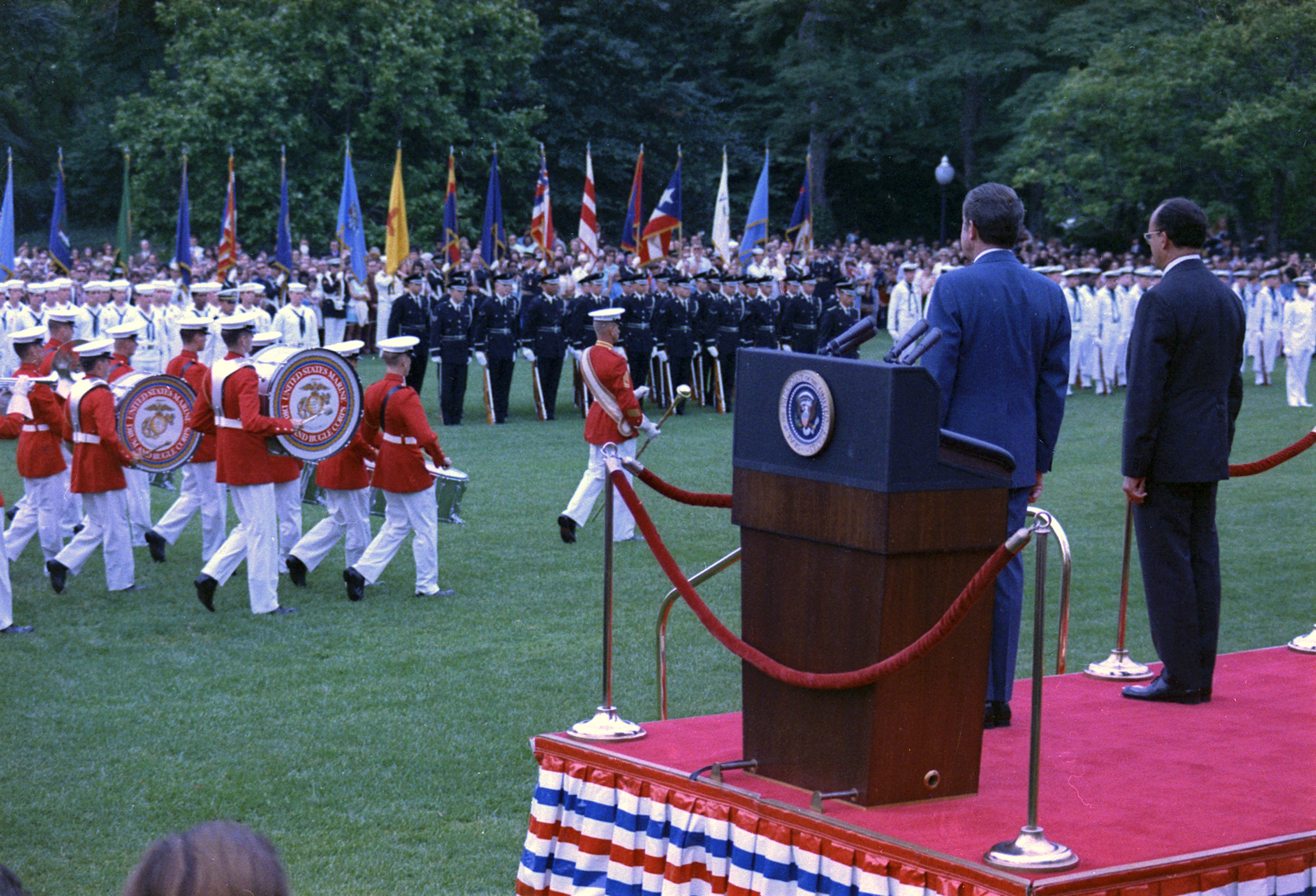
El presidente estadounidense Richard Nixon (izquierda) y Luis Echeverría haciendo una inspección de tropas en 1972.

### Política exterior
Realizó viajes a países de Europa, Asia, Oceanía, África y América Latina. Su gobierno fue muy cercano a los regímenes socialistas de Chile y Cuba. Dio asilo a Hortensia Bussi, esposa del presidente chileno Salvador Allende, cuando este murió en 1973 después de ser derrocado por el golpe de Estado de Augusto Pinochet. También dio asilo político a gran número de exiliados provenientes de las dictaduras de América del Sur. Pero como se mencionó anteriormente, tuvo mano dura con los movimientos de izquierda nacional. Desde la presidencia promovió la Declaración de México sobre la igualdad de la mujer y su contribución para el desarrollo y la paz, proclamada por la Conferencia Mundial del Año Internacional de la Mujer (más tarde Resolución 3379 de la Asamblea General de las Naciones Unidas) en la que se equiparó al sionismo con el apartheid sudafricano y como una forma de discriminación racial. Lo anterior produjo un boicot turístico de la comunidad judía estadounidense en contra de México que visibilizó conflictos internos y externos de las políticas de Echeverría.

### Prohibición de la música de rock
Como consecuencia de las numerosas movilizaciones y protestas estudiantiles y juveniles que surgieron durante su presidencia, el PRI y el presidente Echeverría intentaron neutralizar a la juventud altamente politizada. A finales de 1971, luego de la Matanza de Corpus Christi y el Festival Rock y Ruedas de Avándaro, Echeverría decretó la prohibición de prácticamente todo tipo de música de rock grabada por grupos nacionales. La prohibición (también conocida popularmente como el «Avandarazo», ya que surgió en respuesta al Festival de Avándaro, el cual había sido duramente criticado por los sectores conservadores del PRI) incluyó la restricción de grabar casi cualquier tipo de música de rock, así como la prohibición de su venta en tiendas de música; también fueron prohibidos los conciertos de rock masivos y la emisión radial de música de rock. La prohibición se mantuvo por varios años, y solo comenzó a ser levantada gradualmente en los años 1980.

### Sucesión presidencial
En el 1 de diciembre de 1976, entregó la presidencia a José López Portillo, quien se había desempeñado como secretario de Hacienda en la segunda mitad de su sexenio. Echeverría buscó el puesto de secretario de la Organización de las Naciones Unidas, pero no lo obtuvo. Kurt Waldheim fue reelegido.

## Después de la presidencia

### Embajador
El 16 de mayo de 1977 Echeverría fue designado por el presidente mexicano José López Portillo como embajador extraordinario y plenipotenciario de México en misión especial, esto con el propósito de realizar estudios analíticos en instituciones relacionadas con países en proceso de desarrollo, este encargo le permitió representar a su país ante la Unesco y ante Australia y Nueva Zelanda hasta que dejó dicho cargo en 1979.

### Conflicto con Carlos Salinas de Gortari
El 3 de diciembre de 1995 el expresidente mexicano Carlos Salinas de Gortari mandó una carta a los medios de comunicación en la que, entre otras cosas, señaló a Echeverría de llevar a cabo una ofensiva contra él, que algunos de sus principales impugnadores en ese momento (Augusto Gómez Villanueva, Porfirio Muñoz Ledo, Adolfo Aguilar Zínser e Ignacio Ovalle Fernández) fueron colaboradores de Echeverría así como que Echeverría quiso imponer a un candidato de su grupo tras el Asesinato del candidato presidencial Luis Donaldo Colosio Murrieta ocurrido un año antes. Ante estas acusaciones el propio Echeverría respondió un día después con otra carta en la que negó la afirmación de que los personajes antes citados eran coordinados por él y que la opinión de Salinas estaba lejos de la realidad.

### Procesos judiciales en su contra
La FEMOSPP determinó acusar a Echeverría y a otros funcionarios de su gabinete como su secretario de gobernación, Mario Moya Palencia y el entonces regente de la ciudad, Alfonso Martínez Domínguez, entre otros; por genocidio, derivado de su presunta responsabilidad en la matanza de estudiantes en la Plaza de las Tres Culturas en Tlatelolco en 1968, la matanza de 1971 y la desaparición forzada de personas y otros delitos en la llamada Guerra sucia en México, acusaciones que quedaron establecidas en las averiguaciones previas PGR/FEMOSPP/002/2002 (Masacre de Tlatelolco) y PGR/FEMOSPP/011/2002 (Matanza del Jueves de Corpus). El 2 de julio de 2002 se convirtió en el primer expresidente mexicano citado a declarar ante la justicia mexicana.
En 2004, legisladores del PRI y del PAN aprobaron una reforma legislativa exprés al Código Penal Federal de México para permitir que las personas mayores de 70 años sujetos a un proceso penal pudieran acceder a un arresto domiciliario y no a una prisión preventiva.

#### Matanza del Jueves de Corpus
El 22 de julio de 2004 el Juez Segundo de Distrito de Procedimientos Penales del Primer Circuito, José César Flores Rodríguez, consignó la averiguación PGR/FEMOSPP/011/2002 relativa a los hechos del 10 de junio, mismo que desechó las acusaciones de la FEMOSPP al considerar sin un estudio de fondo en su sentencia que el delito de genocidio ya había prescrito. La fiscalía detrás del caso apeló el fallo del juez, llevando el caso a la Suprema Corte de Justicia de la Nación. La SCJN emitió un fallo en 2005 considerando que el delito había prescrito pero que en el caso de Echeverría y Moya el fuero constitucional les había protegido de ser indiciados a partir del 1 de diciembre de 1976 y no antes, por lo que revirtió la decisión del juez Flores porque la prescripción no había entrado aún en vigor. La SCJN, presidida por Olga Sánchez Cordero, decidió no entrar en materia sobre el genocidio, dejando la decisión al Quinto Tribunal Unitario de Circuito en el Distrito Federal. El entonces ministro Juan Silva Meza dio un voto disidente al fallo, argumentando que de acuerdo los estándares jurídicos internacionales, el delito de genocidio no prescribía.
Posteriormente la magistrada Ana Herlinda Velasco Villavicencio, a cargo del Quinto Tribunal Unitario en Materia Penal del Primer Circuito, decidió no emitir órdenes de aprehensión contra Echeverría y Moya Palencia al, según su resolución, no encontrar pruebas vinculatorias hacia el expresidente por genocidio, pero si por homicidio. Según la interpretación de Velasco, la definición de genocidio en el Código Penal Federal en su artículo 49 bis aplica para grupos sociales de alcance nacional y en su valoración las víctimas del terrorismo de Estado no formaban parte de «un grupo nacional». La resolución judicial fue impugnada por las víctimas del terrorismo de Estado ante la Comisión Interamericana de Derechos Humanos. Diputados y activistas del Comité 68 pidieron un juicio político contra la juez Velasco.

#### 2 de octubre
En septiembre de 2005 la FEMOSPP hizo un nuevo pliego acusatorio por el 2 de octubre contra Echeverría y otros funcionarios, acusación que desechó el juez Ranulfo Castillo Mendoza con el mismo argumento de la prescripción. El 30 de junio de 2006 un juez federal, el magistrado Ángel Matar Oliva, del Segundo Tribunal Unitario en materia penal, ordenó revocar la negativa de la orden de aprehensión por la matanza de 1968 y le fue decretada prisión domiciliaria dada la reforma de 2004 que benefició también a quien Echeverría designó como director de la Brigada Blanca, Miguel Nazar Haro. Fue absuelto el 8 de julio de 2006, debido a la prescripción del delito en noviembre de 2005. El 30 de noviembre de 2006 el magistrado Ricardo Paredes Calderón, del Segundo Tribunal Unitario de Primer Circuito de Procesos Penales Federales le decretó auto de formal prisión por el delito de genocidio por las matanzas de estudiantes en 1968 y 1971, pero el 20 de marzo de 2009 las magistradas Guadalupe Malvina Carmona Roig, María Eugenia Estela Martínez Cardiel y el magistrado Manuel Bárcena Villanueva Echeverría decidieron tras el recurso de revisión 132/2007 fallar en contra de la ya extinta FEMOSPP y así Echeverría obtuvo un auto de libertad con reservas de ley.
A la par de los dos procesos jurídicos, se realizó una campaña de desprestigio mediático hacia la FEMOSPP, particularmente hacia su titular, Ignacio Carrillo Prieto.
El 19 de agosto de 2015 el INAI ordenó a la Procuraduría General de la República (PGR) entregar versión pública de las averiguaciones previas PGR/FEMOSPP/002/2002 y PGR/FEMOSPP/011/2002, relacionadas con los hechos ocurridos el 2 de octubre de 1968 y el 10 de junio de 1971, en las cuales se consignó por el delito de genocidio a varias personas, incluido al expresidente Luis Echeverría Álvarez. (INAI) el Instituto Nacional de Transparencia, Acceso a la Información y Protección de datos Personales. La PGR indicó, en un primer momento, que ambos expedientes no eran localizables. Luego, que si existían pero se encontraban en una averiguación en curso.
Con motivo de los 50 años del 2 de octubre de 1968 en 2018, el Comité 68 Pro Libertades Democráticas promovió un amparo por la presunta «inacción» y «omisión» de la FGR de investigar al expresidente ante el juzgado Décimo Quinto de Distrito de Amparo en Materia Penal, mismo que lo consignó con el número de expediente 796/2018-1 y la averiguación previa pasó de PGR/FEMOSPP/002/2002 a SEIDF/GCI/262/07. El 2 de enero de 2019 Echeverría recibió una notificación en su domicilio como parte de las indagatorias en su contra, mismas que quedaron abiertas hasta su fallecimiento.

## Problemas de salud y últimos años
El 23 de enero de 2006 Luis Echeverría fue ingresado al Instituto Nacional de Cardiología por una infección intestinal y en las vías respiratorias además de un cuadro de deshidratación, el 26 de enero de 2006 se informó que Echeverría se encontraba estable y respondiendo bien al tratamiento. El 13 de febrero de 2006 se reportó que el estado de salud de Echeverría era delicado por un problema de irrigación sanguínea en la parte posterior del cerebro y, debido a que esa zona controla el equilibrio en el ser humano, se le prohibió caminar.
El 4 de abril de 2006 le fueron embargadas 9 lotes ubicados en Cozumel, Quintana Roo, por un adeudo de 1 800 000 pesos de impuesto predial al gobierno de ese municipio.
El 13 de junio de 2010 se reportó que estaba hospitalizado en el Hospital ABC sin conocerse la fecha de ingreso al hospital ni la afección que padecía. Fue dado de alta el 20 de junio de ese año luego de haber sido sometido a una cirugía para colocarle un marcapasos el cual se le colocó por haber presentado una disminución en su ritmo cardíaco.
El 28 de octubre de 2016, por invitación del embajador de China en México Qiu Xiaoqui, Echeverría visitó la embajada de China en México recordando el restablecimiento de las relaciones entre esos países 44 años antes.
El 16 de enero de 2018 fue hospitalizado por un cuadro de neumonía leve aunque se reportó que esto fue para facilitar el tratamiento contra esa enfermedad. El 21 de junio de ese año volvió a ser internado por el mismo padecimiento.
El 18 de octubre de 2018 realizó una visita al entonces presidente Enrique Peña Nieto en la residencia oficial de Los Pinos siendo acompañado a esa reunión por su secretario particular Jorge Nuño Jiménez.
El 19 de enero de 2021 los familiares de Luis Echeverría presentaron un sitio web que recopiló su biografía y parte de sus archivos personales.
El 21 de abril de 2021 tuvo lugar su última aparición pública en el Estadio Olímpico Universitario a dónde acudió para recibir la segunda dosis de la vacuna contra COVID-19.
El 17 de enero de 2022, con motivo de su cumpleaños número 100, 30 amigos y excolaboradores del exmandatario le rindieron un homenaje a través de una sesión de Zoom a la que si bien no asistió, si contó con la presencia de su hija, María Esther Echeverría Zuno, quien grabó dicha sesión con el objetivo de presentársela posteriormente.

### Fallecimiento
Falleció en la ciudad de Cuernavaca, Morelos, el 8 de julio de 2022 a los 100 años de edad. Su funeral se llevó a cabo en la agencia funeraria Gayosso Lomas Memorial en Santa Fe, Cuajimalpa, Ciudad de México, a la que llegó su cuerpo a las 15:15 horas (UTC-05:00) del 9 de julio de 2022, entre quienes acudieron al funeral estuvieron Jorge de la Vega Domínguez, Sergio García Ramírez, Everardo Moreno Cruz y su abogado particular Juan Velázquez. A las 08:00 horas (UTC-05:00) del 10 de julio de 2022 su cuerpo salió de la agencia funeraria antes mencionada hacia el Panteón Español para su cremación.

## Informante de la CIA e influencia del KGB
Según el libro Inside the Company: CIA Diary (Dentro de la Compañía: Diario de la CIA), de Philip Agee, Echeverría fue colaborador de la Agencia Central de Inteligencia (CIA), al igual que su predecesor Gustavo Díaz Ordaz. Documentos desclasificados de la agencia varias décadas después le asignan a Echeverría el código Litempo-8. El código Litempo era compuesto por el prefijo LI, que identificaba operaciones en México y Tempo, que identificaba al programa de relación entre la CIA y "altos funcionarios selectos" de México.
Según el libro The Mitrokhin Archive II: The KGB and the World (El Archivo Mitrojin II: El KGB y el mundo), de Christopher Andrew y Vasili Mitrojin, aunque el KGB no pudo tener acceso directo a Echevarría, influyó en su entorno cercano "para ejercer influencia sobre el presidente". A través de un agente con el nombre en clave de URAN y dos contactos confidenciales, con nombres en clave MARTINA y OLMEK, el KGB influyó en las decisiones del presidente mexicano con respecto a política exterior.

## Legado y opinión pública
En una encuesta nacional realizada en 2012, el 27% de los encuestados afirmó que la administración de Echeverría fue "muy buena" o "buena", el 16% respondió que fue "normal" y el 46% respondió que fue "muy mala" o "malo". Esta fue la segunda peor calificación de los presidentes incluidos. Sólo Carlos Salinas de Gortari obtuvo una calificación inferior.